# Liste der Bodendenkmäler in Vilshofen an der Donau
Auf dieser Seite sind die Bodendenkmäler in der niederbayerischen Stadt Vilshofen an der Donau zusammengestellt. Diese Tabelle ist eine Teilliste der Liste der Bodendenkmäler in Bayern. Grundlage ist die Bayerische Denkmalliste, die auf Basis des Bayerischen Denkmalschutzgesetzes vom 1. Oktober 1973 erstmals erstellt wurde und seither durch das Bayerische Landesamt für Denkmalpflege geführt wird. Die folgenden Angaben ersetzen nicht die rechtsverbindliche Auskunft der Denkmalschutzbehörde.

## Bodendenkmäler in Vilshofen an der Donau

### Bodendenkmäler in der Gemarkung Albersdorf
| Lage                  | Objekt                                                                                          | Akten-Nr.     | Bild |
| --------------------- | ----------------------------------------------------------------------------------------------- | ------------- | ---- |
| Albersdorf (Standort) | Station des Mittelpaläolithikums. Siedlung des Endneolithikums bzw. der frühen Bronzezeit.      | D-2-7345-0007 |      |
| Albersdorf (Standort) | Siedlungen des Spätneolithikums (Chamer Gruppe) und der späten Latènezeit.                      | D-2-7345-0008 |      |
| Albersdorf (Standort) | Siedlung, verebnetes ovales Grabenwerk und verebnete Grabhügel vorgeschichtlicher Zeitstellung. | D-2-7345-0029 |      |
| Albersdorf (Standort) | Station bzw. Siedlung des Spätpaläolithikums oder des Neolithikums.                             | D-2-7345-0208 |      |
| Albersdorf (Standort) | Station des Frühmesolithikums.                                                                  | D-2-7345-0210 |      |

### Bodendenkmäler in der Gemarkung Alkofen
| Lage               | Objekt | Akten-Nr.     | Bild |
| ------------------ | --- | ------------- | ---- |
| Alkofen (Standort) | Ringwall vorgeschichtlicher oder frühmittelalterlicher Zeitstellung.                                                       | D-2-7344-0140 |      |
| Alkofen (Standort) | Siedlung des Neolithikums (Linearbandkeramik, Stichbandkeramik, Münchshöfener Gruppe) und der frühen Bronzezeit.           | D-2-7344-0141 |      |
| Alkofen (Standort) | Körpergräber des frühen Mittelalters.                                                                                      | D-2-7344-0142 |      |
| Alkofen (Standort) | Siedlung karolingisch-ottonischer Zeitstellung.                                                                            | D-2-7344-0143 |      |
| Alkofen (Standort) | Körpergräber des frühen Mittelalters.                                                                                      | D-2-7344-0144 |      |
| Alkofen (Standort) | Siedlung vor- und frühgeschichtlicher Zeitstellung.                                                                        | D-2-7344-0146 |      |
| Alkofen (Standort) | Siedlung vor- und frühgeschichtlicher Zeitstellung.                                                                        | D-2-7344-0147 |      |
| Alkofen (Standort) | Siedlung vor- und frühgeschichtlicher Zeitstellung.                                                                        | D-2-7344-0151 |      |
| Alkofen (Standort) | Siedlung mit verebnetem Grabenwerk vor- und frühgeschichtlicher Zeitstellung.                                              | D-2-7344-0156 |      |
| Alkofen (Standort) | Siedlung vor- und frühgeschichtlicher Zeitstellung.                                                                        | D-2-7344-0157 |      |
| Alkofen (Standort) | Siedlung vor- und frühgeschichtlicher Zeitstellung.                                                                        | D-2-7344-0158 |      |
| Alkofen (Standort) | Siedlung vor- und frühgeschichtlicher Zeitstellung.                                                                        | D-2-7344-0159 |      |
| Alkofen (Standort) | Untertägige frühneuzeitliche Befunde und Funde im Bereich der Bründlkapelle, darunter mindestens ein älterer Vorgängerbau. | D-2-7344-0354 |      |
| Alkofen (Standort) | Stationen des Alt-, Mittel- und Jungpaläolithikums sowie des Mesolithikums.                                                | D-2-7345-0010 |      |
| Alkofen (Standort) | Siedlung vor- und frühgeschichtlicher Zeitstellung.                                                                        | D-2-7345-0012 |      |
| Alkofen (Standort) | Siedlung vor- und frühgeschichtlicher Zeitstellung.                                                                        | D-2-7345-0013 |      |
| Alkofen (Standort) | Verebnetes Grabenwerk vor- und frühgeschichtlicher Zeitstellung.                                                           | D-2-7345-0014 |      |
| Alkofen (Standort) | Hofwüstung des späten Mittelalters und der frühen Neuzeit (Auhof).                                                         | D-2-7345-0179 |      |

### Bodendenkmäler in der Gemarkung Aunkirchen
| Lage                                         | Objekt | Akten-Nr.     | Bild |
| -------------------------------------------- | --- | ------------- | ---- |
| Aunkirchen (Standort)                        | Siedlung vor- und frühgeschichtlicher oder mittelalterlicher Zeitstellung. | D-2-7344-0109 |      |
| Aunkirchen (Standort)                        | Siedlung des Mittelneolithikums (Stichbandkeramik, Südostbayerisches Mittelneolithikum), der Bronzezeit oder Urnenfelderzeit, der Hallstattzeit sowie der Latènezeit.                                              | D-2-7344-0110 |      |
| Aunkirchen (Standort)                        | Siedlung der Bronzezeit. | D-2-7344-0111 |      |
| Aunkirchen (Standort)                        | Siedlung des Neolithikums, unter anderem des Mittel- und Jungneolithikums (Stichbandkeramik/Gruppe Oberlauterbach, Münchshöfener Kultur, Altheimer Gruppe) sowie der Latènezeit.                                   | D-2-7344-0112 |      |
| Aunkirchen (Standort)                        | Siedlung vor- und frühgeschichtlicher oder mittelalterlicher Zeitstellung. | D-2-7344-0113 |      |
| Aunkirchen (Standort)                        | Siedlung des Mittelneolithikums und der Urnenfelderzeit. | D-2-7344-0114 |      |
| Aunkirchen (Standort)                        | Siedlung vor- und frühgeschichtlicher Zeitstellung. | D-2-7344-0253 |      |
| Aunkirchen (Standort)                        | Siedlung vor- und frühgeschichtlicher Zeitstellung. | D-2-7344-0253 |      |
| Aunkirchen (Standort)                        | Untertägige mittelalterliche und frühneuzeitliche Befunde und Funde im Bereich der katholischen Pfarrkirche zur Hl. Kreuzauffindung in Aunkirchen, darunter die Spuren von Vorgängerbauten bzw. älteren Bauphasen. | D-2-7344-0368 |      |
| Aunkirchen (Standort)                        | Untertägige mittelalterliche und frühneuzeitliche Befunde und Funde im Bereich der katholischen Filialkirche St. Nikolaus in Schönerting, darunter die Spuren von Vorgängerbauten bzw. älteren Bauphasen.          | D-2-7344-0374 |      |
| Aunkirchen (Standort)                        | Station des Paläolithikums. | D-2-7344-0397 |      |
| Aunkirchen (Standort)                        | Siedlung vor- und frühgeschichtlicher Zeitstellung. | D-2-7444-0032 |      |
| Aunkirchen Vilshofen an der Donau (Standort) | Siedlung der Bronzezeit. | D-2-7444-0181 |      |
| Aunkirchen (Standort)                        | Verebnetes Grabenwerk vor- und frühgeschichtlicher Zeitstellung oder Burgstall des hohen bis späten Mittelalters.                                                                                                  | D-2-7542-0091 |      |

### Bodendenkmäler in der Gemarkung Hilgartsberg
| Lage                    | Objekt                                                         | Akten-Nr.     | Bild |
| ----------------------- | -------------------------------------------------------------- | ------------- | ---- |
| Hilgartsberg (Standort) | Flussopferplatz der frühen Bronzezeit und der Urnenfelderzeit. | D-2-7344-0336 |      |
| Hilgartsberg (Standort) | Flussopferplatz der frühen Bronzezeit und der Urnenfelderzeit. | D-2-7344-0336 |      |

### Bodendenkmäler in der Gemarkung Pleinting
| Lage                 | Objekt | Akten-Nr.     | Bild |
| -------------------- | --- | ------------- | ---- |
| Pleinting (Standort) | Abschnittsbefestigung des frühen Mittelalters. | D-2-7344-0115 |      |
| Pleinting (Standort) | Verebnete Befestigung der frühen bis mittleren Bronzezeit sowie Siedlung des älteren Mittelalters. | D-2-7344-0116 |      |
| Pleinting (Standort) | Siedlungen des Mittel- und Spätneolithikums, darunter der Stichbandkeramik, der Gruppe Oberlauterbach und der Münchshöfener Gruppe, darunter ein Grabenwerk, sowie Siedlung des Spätneolithikums, der Urnenfelder- und Latènezeit sowie der mittleren römischen Kaiserzeit. Reihengräberfeld des frühen Mittelalters. | D-2-7344-0117 |      |
| Pleinting (Standort) | Siedlung des Mittel- und Spätneolithikums (Gruppe Oberlauterbach, Münchshöfener Kultur, Michelsberger Kultur), der frühen Bronzezeit, der Urnenfelderzeit, der späten Latènezeit sowie der mittleren römischen Kaiserzeit.                                                                                            | D-2-7344-0118 |      |
| Pleinting (Standort) | Siedlung des Spätneolithikums, der Bronzezeit, der jüngeren Urnenfelderzeit, der frühen und späten Latènezeit, der römischen Kaiserzeit und des älteren Mittelalters. | D-2-7344-0119 |      |
| Pleinting (Standort) | Siedlung der mittleren bis späten Latènezeit und des frühen Mittelalters. | D-2-7344-0120 |      |
| Pleinting (Standort) | Siedlung des Mittelneolithikums und der Bronzezeit. | D-2-7344-0122 |      |
| Pleinting (Standort) | Verebnetes Grabenwerk vor- und frühgeschichtlicher Zeitstellung. | D-2-7344-0124 |      |
| Pleinting (Standort) | Siedlung und verebnetes Grabenwerk vor- und frühgeschichtlicher Zeitstellung. | D-2-7344-0125 |      |
| Pleinting (Standort) | Siedlung vor- und frühgeschichtlicher Zeitstellung. | D-2-7344-0127 |      |
| Pleinting (Standort) | Gräberfeld mit mindestens acht verebneten Grabhügeln vorgeschichtlicher Zeitstellung. | D-2-7344-0128 |      |
| Pleinting (Standort) | Siedlung vor- und frühgeschichtlicher Zeitstellung. | D-2-7344-0132 |      |
| Pleinting (Standort) | Siedlung vor- und frühgeschichtlicher Zeitstellung. | D-2-7344-0133 |      |
| Pleinting (Standort) | Siedlung der frühen Bronzezeit. | D-2-7344-0136 |      |
| Pleinting (Standort) | Siedlung des Neolithikums, der frühen Bronzezeit, der späten Latènezeit, der römischen Kaiserzeit sowie karolingisch-ottonischer Zeitstellung. | D-2-7344-0137 |      |
| Pleinting (Standort) | Siedlung der frühen Bronzezeit. | D-2-7344-0138 |      |
| Pleinting (Standort) | Untertägige spätmittelalterliche und frühneuzeitliche Befunde und Funde im Bereich der profanierten katholischen Pfarr- und Marktkirche St. Nikolaus in Pleinting, darunter die Spuren von älteren Bauphasen. | D-2-7344-0377 |      |
| Pleinting (Standort) | Untertägige mittelalterliche und frühneuzeitliche Befunde und Funde im Bereich der teilweise abgebrochenen, ehemaligen katholischen Pfarrkirche St. Stephanus zu Kirchbach / Pleinting, darunter die Spuren von Vorgängerbauten bzw. älteren Bauphasen.                                                               | D-2-7344-0379 |      |
| Pleinting (Standort) | Untertägige frühneuzeitliche Befunde und Funde im Bereich der katholischen Wallfahrtskapelle Mariahilf am Frauenberg (Frauenbergkapelle), darunter die Spuren von mindestens einem Vorgängerbau. | D-2-7344-0380 |      |

### Bodendenkmäler in der Gemarkung Sandbach
| Lage                | Objekt | Akten-Nr.     | Bild |
| ------------------- | --- | ------------- | ---- |
| Sandbach (Standort) | Siedlung der Urnenfelderzeit sowie karolingisch-ottonischer Zeitstellung.                                                                                 | D-2-7345-0015 |      |
| Sandbach (Standort) | Verebnete Abschnittsbefestigung der Vor- und Frühgeschichte oder des Mittelalters.                                                                        | D-2-7345-0016 |      |
| Sandbach (Standort) | Siedlung vor- und frühgeschichtlicher Zeitstellung. | D-2-7345-0017 |      |
| Sandbach (Standort) | Untertägige spätmittelalterliche und frühneuzeitliche Befunde und Funde im Bereich der katholischen Filialkirche St. Nikolaus und St. Martin in Sandbach. | D-2-7345-0184 |      |

### Bodendenkmäler in der Gemarkung Vilshofen an der Donau
| Lage                              | Objekt | Akten-Nr.     | Bild |
| --------------------------------- | --- | ------------- | ---- |
| Vilshofen an der Donau (Standort) | Gräberfeld mit mindestens elf verebneten Grabhügeln vorgeschichtlicher Zeitstellung. | D-2-7345-0019 |      |
| Vilshofen an der Donau (Standort) | Untertägige mittelalterliche und frühneuzeitliche Siedlungsteile im Bereich der historischen Altstadt von Vilshofen. | D-2-7345-0058 |      |
| Vilshofen an der Donau (Standort) | Untertägige mittelalterliche und frühneuzeitliche Befunde und Funde im Bereich der ehemalige Kollegiats- und katholischen Stadtpfarrkirche St. Johannes der Täufer mit ihren Vorgängerbauten bzw. älteren Bauphasen und des aufgelassenen Stadtfriedhofs mit der profanierten Schwarzensteinerischen Kapelle. | D-2-7345-0059 |      |
| Vilshofen an der Donau (Standort) | Untertägige mittelalterliche und frühneuzeitliche Siedlungsteile im Bereich der unteren Vilsvorstadt von Vilshofen. | D-2-7345-0185 |      |
| Vilshofen an der Donau (Standort) | Untertägige spätmittelalterliche und frühneuzeitliche Befunde und Funde im Bereich der abgegangenen spätmittelalterlichen katholischen Kirche St. Ursula und dem angeschlossenen Siechenhaus in der unteren Vilsvorstadt von Vilshofen.                                                                       | D-2-7345-0186 |      |
| Vilshofen an der Donau (Standort) | Untertägige mittelalterliche und frühneuzeitliche Befunde und Funde im Bereich der Vilsbrücke von Vilshofen mit mittelalterlichen Vorgängerbauten. | D-2-7345-0187 |      |
| Vilshofen an der Donau (Standort) | Untertägige mittelalterliche und frühneuzeitliche Befunde und Funde im Bereich der Stadtbefestigung von Vilshofen mit dem oberen und dem unteren Tor und mindestens zwei abgegangenen Türmen. | D-2-7345-0188 |      |
| Vilshofen an der Donau (Standort) | Untertägige spätmittelalterliche und frühneuzeitliche Befunde und Funde im Bereich des ehemaligen Bürgerspitals mit der abgegangen Spitalkirche St. Blasius. | D-2-7345-0190 |      |
| Vilshofen an der Donau (Standort) | Untertägige mittelalterliche und frühneuzeitliche Befunde und Funde im Bereich der ehemalige Stadtburg von Vilshofen (Bürg) und dem späteren Bruderhaus mit Vorgängerbauten und älteren Bauphasen. | D-2-7345-0191 |      |
| Vilshofen an der Donau (Standort) | Untertägige frühneuzeitliche Befunde und Funde im Bereich des abgegangenen Kapuzinerklosters mit Klosterkirche in der Oberen Vorstadt von Vilshofen. | D-2-7345-0192 |      |
| Vilshofen an der Donau (Standort) | Untertägige spätmittelalterliche und frühneuzeitliche Befunde und Funde im Bereich der katholischen Kirche St. Barbara in Vilshofen und dem zugehörigen frühneuzeitlichen Friedhof. | D-2-7345-0193 |      |
| Vilshofen an der Donau (Standort) | Untertägige frühneuzeitliche Befunde und Funde im Bereich der Wallfahrtskapelle Maria-Hilf mit Brunnenkapelle, darunter die Spuren von mindestens einem Vorgängerbau. | D-2-7345-0194 |      |

### Bodendenkmäler in der Gemarkung Zeitlarn
| Lage                | Objekt | Akten-Nr.     | Bild |
| ------------------- | --- | ------------- | ---- |
| Zeitlarn (Standort) | Verebnete Grabhügel vorgeschichtlicher Zeitstellung. | D-2-7345-0020 |      |
| Zeitlarn (Standort) | Verebnete Grabhügel vorgeschichtlicher Zeitstellung. | D-2-7345-0021 |      |
| Zeitlarn (Standort) | Verebnete Grabhügel vorgeschichtlicher Zeitstellung. | D-2-7345-0022 |      |
| Zeitlarn (Standort) | Stationen des Jung- und Spätpaläolithikums sowie Siedlung des Neolithikums und der Latènezeit. | D-2-7345-0023 |      |
| Zeitlarn (Standort) | Siedlung des Spätneolithikums. | D-2-7345-0024 |      |
| Zeitlarn (Standort) | Siedlung des Spätneolithikums und der Latènezeit. | D-2-7345-0025 |      |
| Zeitlarn (Standort) | Verebnetes Grabenwerk vor- und frühgeschichtlicher Zeitstellung. | D-2-7345-0026 |      |
| Zeitlarn (Standort) | Untertägige mittelalterliche und frühneuzeitliche Befunde und Funde im Bereich der katholischen Kirche St. Magdalena in Hausbach, darunter die Spuren von Vorgängerbauten bzw. älteren Bauphasen sowie der aufgelassene Friedhof. | D-2-7345-0202 |      |
| Zeitlarn (Standort) | Station des Paläolithikums. Siedlung des Neolithikums. | D-2-7345-0209 |      |
| Zeitlarn (Standort) | Siedlung vor- und frühgeschichtlicher Zeitstellung. | D-2-7445-0048 |      |
| Zeitlarn (Standort) | Siedlung vor- und frühgeschichtlicher Zeitstellung. | D-2-7445-0049 |      |